# Lights and Sounds
Lights and Sounds —en español: Luces y sonidos— es el quinto álbum de estudio de la banda norteamericana de pop punk Yellowcard, lanzado el 24 de enero de 2006. Los sencillos de este álbum son «Lights and Sounds» y «Rough Landing, Holly», ambos con sus respectivos videos musicales. También fue puesto «Down on My Head» en algunas radios, pero no contiene video. En la caja del disco se encuentra la letra de una canción llamada «Three Flights Down», tema acústico que no va incluido en el disco, sino que solo está disponible en iTunes. En este trabajo la banda tomó un tono más «roquero», en comparación con álbumes anteriores, ya que el violín pierde protagonismo y solo se destaca en ciertas canciones, es por ello que este disco es más cercano al rock alternativo que al pop punk.

## Antecedentes
Después de casi dos años de gira presentando su álbum Ocean Avenue, Yellowcard tomó unos meses de descanso. En diciembre de 2004, el vocalista Ryan Key y el bajista Peter Mosely se mudaron a Nueva York para escribir nuevas canciones para su próximo álbum, mientras que el resto de la banda se quedó en Los Ángeles.
Key y Mosely se quedaron en Nueva York y admitieron que hubo un retraso a la hora de escribir las canciones para el álbum. Sin embargo, Key ha explicado que ellos escribían cosas raras, extrañas y oscuras en cuadernos que el guardó mientras estaban de gira. También señaló que era capaz de escribir durante un par de horas y tener unas quince o veinte ideas que podía usar la banda para empezar a trabajar en el disco. Mosely agregó: «Demoramos en escribir las canciones por que le teníamos miedo a la muerte. No era algo que estuviera detrás de nuestras mentes si no que estaba descaradamente delante nuestro». En ese periodo de tiempo, Key y Mosely comenzaron a convertir su departamento en un estudio de grabación, ya que fueron adquiriendo una batería, amplificadores de guitarra y un piano y Mosely comenzó el desarrollo de los temas.
En abril de 2005, la banda se reunió en Los Ángeles y comenzó a grabar el disco en los estudios Sunset Sound. Al mes siguiente, en una entrevista que MTV News le realizó a Ben Harper, el declaró que el proceso de escritura ya se había terminado. En agosto del mismo año, Yellowcard anunció que las canciones «Lights and Sounds», «Sure Thing Falling» y «Two Weeks from Twenty» iban a estar presentes en el álbum además de contar con un instrumental y una pista escondida.

## Contenido musical
Con Lights and Sounds, Yellowcard cambió su sonido pop punk por un estilo más alternativo. Este mismo es un álbum conceptual, ya que refleja lo que la banda estuvo sintiendo en el momento de la producción, Ryan Key habló del tema y dijo: «Si con Ocean Avenue estaba a punto de encontrar mi lugar en este mundo, Lights and Sounds trata de darse cuenta de que estas perdido». El grupo citó algunos álbumes tales como Kid A de Radiohead y Use Your Illusion I y Use Your Illusion II de Guns N' Roses como influencias, además acreditaron a Aphex Twin, Mouse on Mars y Explosions in the Sky por ser fuentes de inspiración para el sonido de las canciones del disco.
En agosto de 2005, Vue Weekly entrevistó a Peter Mosely, que dio explicaciones acerca del por qué un hacer un álbum más «político» y dijo: «La política y la música no corren de la mano [...] hemos estado expuestos a bandas que lo hacen correr de la mano y su objetivo es ser una banda política. Nosotros no nos consideramos una banda política si no que usamos el tema», Mosely también explicó: «La canción "Two Weeks From Twenty" trata sobre un hombre joven que va a la guerra y pierde su vida pero nunca mencionamos la palabra guerra o hacemos comentarios hacia el presidente».

## Recepción

### Comentarios de la crítica
Conforme al sitio web Metacritic, dio una revisión no muy favorable por parte de los críticos, reuniendo un puntaje de cincuenta y nueve puntos de cien sobre la base de trece críticas. Tony Pascarella de AbsolutePunk, no le dio una reseña positiva al álbum y comentó que «parece que ha caído la etiqueta punk de su repertorio [...] este álbum fue una grave decepción». Además agregó: «No toda gran banda puede escribir únicamente un número de hits a lo largo de su carrera [...] un álbum de decepción es necesario y por lo general precede a un álbum innovador». Heather Phares de Allmusic lo calificó con tres estrellas y media de cinco y dijo que «Yellowcard suena a años luz de su primer álbum One for the Kids [...] las ambiciones de expandir y emocionar son admirables, pero sus canciones pop son más estrictas pero funcionan [...] el álbum termina siendo el trabajo más logrado de la banda». Tom Beajour de Entertainment Weekly destacó la canción «Lights and Sounds» y dijo que «hay acordes distorsionados de energía, cambios abruptos y dinámicos y melodías contagiosas». Mike Schiller de PopMatters otorgó tres puntos de diez y comentó que: «El álbum está producido bastante bien [...] Por desgracia, algunas partes simplemente no compensan el exceso de mediocridad [...] Lights and Sounds puede ser un gran álbum pero la banda aún no se encuentra preparada para ello». Adam Knott de Sputnikmusic le otorgó un puntaje de tres con cinco estrellas de cinco y dijo que «Lights and Sounds tiene todo para ser un gran álbum de pop rock».

## Lista de canciones
Todas las canciones escritas y compuestas por Yellowcard. 
| Lights and Sounds |                         |          |  |
| N.º               | Título                  | Duración |  |
| 1.                | «Three Flights Up»      | 1:23     |  |
| 2.                | «Lights and Sounds»     | 3:28     |  |
| 3.                | «Down on My Head»       | 3:32     |  |
| 4.                | «Sure Thing Falling»    | 3:42     |  |
| 5.                | «City of Devils»        | 4:23     |  |
| 6.                | «Rough Landing, Holly»  | 3:33     |  |
| 7.                | «Two Weeks From Twenty» | 4:18     |  |
| 8.                | «Waiting Game»          | 4:15     |  |
| 9.                | «Martin Sheen or JFK»   | 3:47     |  |
| 10.               | «Space Travel»          | 3:47     |  |
| 11.               | «Grey»                  | 3:00     |  |
| 12.               | «Words, Hands, Hearts»  | 4:24     |  |
| 13.               | «How I Go»              | 4:32     |  |
| 14.               | «Holly Wood Died»       | 4:39     |  |
| 52:42             |                         |          |  |

| Versión japonesa de iTunes |                      |          |  |
| N.º                        | Título               | Duración |  |
| 15.                        | «Three Flights Down» | 4:42     |  |

| Bonus track |                              |          |  |
| N.º         | Título                       | Duración |  |
| 16.         | «Down on My Head» (acústico) | 3:25     |  |

| Edición especial limitada de bonus track |                      |          |  |
| N.º                                      | Título               | Duración |  |
| 15.                                      | «Three Flights Down» | 4:42     |  |
| 16.                                      | «Gifts and Curses»   | 5:02     |  |

| Edición especial limitada de bonus DVD |                                           |          |  |
| N.º                                    | Título                                    | Duración |  |
| 1.                                     | «Making of the album»                     |          |  |
| 2.                                     | «Making of Lights and Sounds music video» |          |  |
| 3.                                     | «Lights and Sounds» (video musical)       |          |  |
| 4.                                     | «Lights and Sounds» (en vivo)             |          |  |
| 5.                                     | «Rough Landing, Holly» (en vivo)          |          |  |

## Posicionamiento en listas
| Austria        | Austrian Albums Chart    | 67 |
| Australia      | Australian Albums Chart  | 6  |
| Canadá         | Canadian Albums Chart    | 4  |
| Estados Unidos | Billboard 200            | 5  |
| Japón          | Japanese Albums Charts   | 14 |
| Nueva Zelanda  | New Zealand Albums Chart | 11 |
| Reino Unido    | UK Albums Chart          | 59 |
| Suiza          | Swiss Albums Chart       | 73 |

### Certificaciones
| País           | Organismo certificador | Certificación | Ventas certificadas | Simbolización | Ref.   |
| -------------- | ---------------------- | ------------- | ------------------- | ------------- | ------ |
| Canadá         | CRIA                   | Oro           | 50 000              | ●             | [ 24 ] |
| Estados Unidos | RIAA                   | Oro           | 500 000             | ●             | [ 25 ] |

## Créditos y personal
| Yellowcard - Ryan Key: voz, guitarra, bajo, compositor - Sean Mackin: violín, coro, mandolina, compositor - Peter Mosely: bajo, piano, coro, guitarra, compositor - Longineu Parsons III: batería, compositor - Ben Harper: guitarra, compositor - Ryan Méndez: miembro del grupo Producción y músicos adicionales - Chris Bilheimer: director de arte, fotografía - Bill Mims: asistente - Christine Choi: chello, arreglos de cuerda - Víctor Lawrence: chello - Paul Wiancko: chello - Donald Foster: clarinete - Mary Fagot: director creativo | - Travis Huff: editor digital - Neal Avron: ingeniero, productor - Bradley Cook: ingeniero - Danielle Ordanza: cuerno - Teag Reaves: cuerno - Deborah Klein: management - Arthur Spivak: management - Ted Jensen: masterización - Femio Hernández: asistente de mezcla - Tom Lord-Alge: mezcla - Nick Stoup: percusión - Max Vadulk: fotografía - Rodney Wirtz: arreglos de cuerda, viola - Printz Board: trompeta - Brett Banducci: viola - Jerome Gordon: viola - Samuel Fischer: violín | - Paul Henning: violín - Liane Mautner: violín - Grace Oh: violín - Alyssa Park: violín - Mark Robertson: violín - Michaela Skeating: violín - Natalie Mains: voz |

Fuente: Allmusic

## Polémica "Holly Wood Died"
En octubre de 2019, casi 14 años después de la publicación del álbum, Yellowcard demandó al rapero Juice WRLD al considerar que la canción que éste había publicado en 2018, titulada Lucid Dreams, contenía partes copiadas del tema que cerraba este disco: Holly Wood Died. La banda, que en aquel momento ya no se encontraba en activo, solicitaba una compensación de 15 millones de dólares por violación del copyright, y aparecer como coautores en los créditos de la canción de Juice WRLD.
Finalmente, la prematura muerte del rapero, tan solo dos meses después, en diciembre de 2019, llevó a que Yellowcard retirase la demanda en julio de 2020, al no querer mantener el litigio contra la madre de Juice WRLD, que se había hecho cargo de la gestión de sus derechos tras su muerte.